# Enrique Pérez Escrich
Enrique Perez Escrich (Valência, 1829 - Madrid, 1897) foi um popular escritor romancista e dramaturgo espanhol.

## Biografia
Vários incidentes amargos marcaram sua infância, o que impediu que fizesse seus estudos de forma regular e contínua. Foi para Madrid muito jovem, como nos mostra em sua obra O Casaco Azul: Aventuras de um jovem fraco, de 1864, uma novela autobiográfica em que conta como era o ambiente boêmio em que precisou viver. Ali, se manteve precariamente produzindo artigos para jornais e teatro: cômico, de costumes, musical e hístórico, alguns com viés social, como a peça musical Viva as Cadeias!(1879), composta em parceria com seu amigo José Rogel. Saudou a Revolução de 1854 com a peça teatral alegórica A Voz das Províncias, composta com o também amigo,o jornalista democrata Antônio Altadill.
Era sinceramente religioso, como mostra o drama sacro A Paixão de Jesus. Drama sacro-bíblico em seis atos e um epílogo, escrito em verso, segundo os Evangelhos (Madrid, Ed. Dom Cipriano López, 1856). Porém sua peça mais popular foi O Cura da Aldeia, que transformou em novela com tal sucesso que decidiu consagrar-se à narrativa, escrevendo torrencialmente novelas, por encomenda e publicadas em capítulos, seguindo a moda de outro escritor, Manuel Férnandez Y González, ainda que não o imitasse. Escrevia tanto que conseguia ganhar em torno de 50 mil pesetas anuais, um bom dinheiro naquela época, o que lhe permitia viver como um homem rico e presentear seus amigos quando bem lhe aprouvesse, pelo que não economizava nada para o futuro.
Amigo do marquês De La Conquista (ou De Valdeguerrero), foi levado a conhecer as terras de Albacete e Cidade Real. Em seus últimos anos de vida, arruinado por sua prodigalidade e doente, conseguiu que o nomeassem para o cargo de diretor do Asilo das Mercês.
Foi o mais importante dos discípulos de Fernández y Gonzáles e possuia uma imaginação inesgotável, com grande facilidade para a narrativa, se mostrando um mestre em desenvolver diálogos e descrições; tinha o sentido exato para o sensacional e para o melodramático, mas sua prosa nos folhetins era muito rasa e comum, diferente da usada em outras obras, destinadas a um público mais exigente. Foi o ídolo das classes populares e durante vinte anos foram vendidos milhares de exemplares de seus romances, colecionados nos mais diferentes lugares. Conseguiu atingir, como poucos, os sentimentos mais íntimos e despertar a emoção das classes simples e das pessoas comuns de vida difícil.

## Obra
A obra de Perez Escrich atingiu grande sucesso no século XIX e também no primeiro terço do século XX. Na década de 20, a editora Mercado Valenciano reimprimiu quase todas as suas novelas. Entre elas merecem destaque: O cura da aldeia, A caridade cristã (segunda parte da antecedente), O mártir do Gólgota (traduzido para o francês em Paris-1868 e para o inglês em Nova Iorque-1887), O último beijo, O casamento do Diabo, História de um beijo, Irmã Clemência, A inveja, A mulher adúltera, Cenas de uma vida, O inferno dos céus, A calúnia, Páginas da Desgraça, A esposa mártir, O gênio do bem, O maior dos amores, As redes do amor e Os que riem e os que choram, entre outros.
Outras obras, quiça mais interessantes e bem escritas, são as dedicadas aos temas autobiográficos, como o citado O casaco azul, Os caçadores, Episódios alegres escritos ao ar livre (Madri, Miguel Guijarro, 1876). Imprimiu, pelo menos, três coletâneas: O homem das três vacas - narrações inverossímeis (1888), Um livro para os netos - coleção de novelas, contos e artigos (1894) e Narrações literárias - século XIX (Madri, Juan Bravo, 1895).
Não há um estudo aprofundado sobre as poucas peças de teatro que escreveu: Calamidades (comédia, 1885), Ver e não ver (comédia, 1855), O maestro do baile (comédia, 1856), Legado de Lágrimas (drama, 1857), A corte do rei poeta (drama ambientado na corte do rei Juan II), Gil Blas (musical, 1860), Caricaturas (comédia, 1860), Com o coração na mão (drama, 1871), Mestre em fazer comédias (drama, 1875), A mosca morta (comédia, 1880). Porém, sua peça mais aclamada foi O cura da Aldeia.
Também trabalhou como crítico literário, como se pode ver com o artigo "Os aplausos", publicado na revista Ilustração Literária, nº 151, Barcelona, 1884.

## Alguns livros do escritor
- Os que riem e os que choram
- O mártir do Gólgota
- O martírio de uma esposa
- O juramento sagrado*
- O cura da aldeia, 1859
- História de um beijo (eBook)
- "O violino do diabo"